# Leopold Petazzi de Castel Nuovo

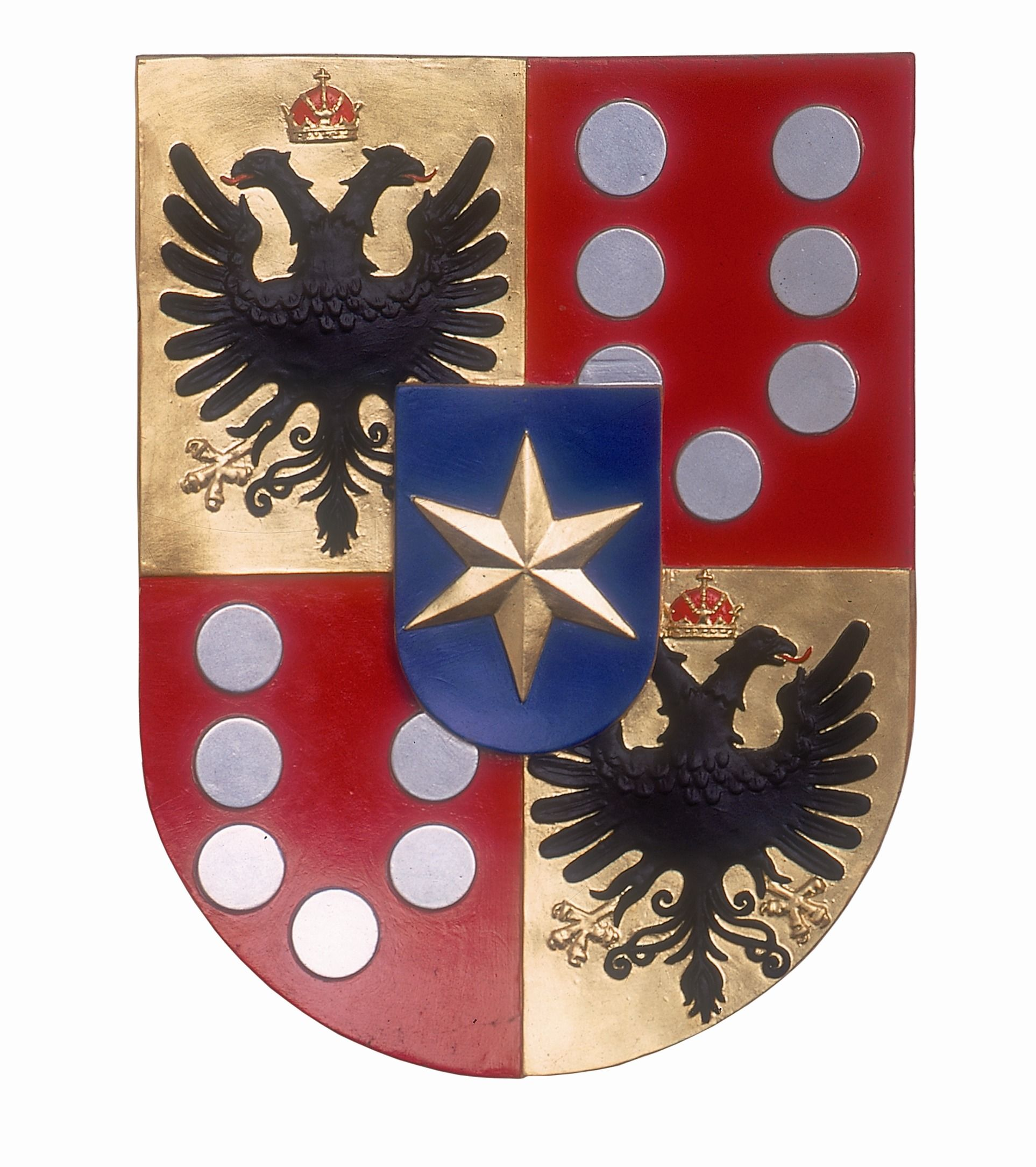
Wapenschild van graaf en prins-bisschop Leopold Petazzi de Castel Nuovo

Leopold Joseph Hannibal rijksgraaf Petazzi von San Servolo und Castel Nuovo, heer zu Schwarzeneck, was een Oostenrijkse edelman en prelaat in de Habsburgse Kroonlanden. Hij was bisschop van Triëst (1740-1760) in de Vrije rijksstad Triëst en prins-bisschop van Ljubljana (1760-1772) in het hertogdom Krain, het latere Slovenië.

## Levensloop
Petazzi was een zoon van Adelmo Anton rijksgraaf Petazzi von San Servolo und Castel Nuovo, heer zu Schwarzeneck en keizerlijk ambtenaar in Fiume, en van gravin Anna Maria von Schrattenbach. Petazzi werd priester gewijd in 1726. Hierna ging hij theologie studeren aan de universiteit van Padua, waar hij afstudeerde met de graad van doctor in de theologie.
Dionisio Delfino, patriarch van Aquileia in de Republiek Venetië, benoemde Petazzi tot deken en aartsdiaken van de kathedraal van Ljubljana (1733), in het Oostenrijkse buurland. Keizerin Maria-Theresia liet Petazzi benoemen tot bisschop van Triëst in 1740. Jaren later stapte hij over naar de bisschopstroon van Ljubljana (1760) waarmee hij tevens rijksvorst of prins-bisschop werd van het Heilige Roomse Rijk. Hij werd begraven in de kathedraal van Ljubljana (1772).